# Goodyera amoena
Goodyera amoena är en orkidéart som beskrevs av Rudolf Schlechter. Goodyera amoena ingår i släktet knärötter, och familjen orkidéer.
Artens utbredningsområde är Sulawesi. Inga underarter finns listade i Catalogue of Life.